# Morgan Spurlock
Morgan Valentine Spurlock, född 7 november 1970 i Parkersburg i West Virginia, död 23 maj 2024 i New York, var en amerikansk underhållare och dokumentärfilmare.
Hans första större projekt var I Bet You Will där han övertalade individer på gatan att agera oväntat eller okonventionellt mot betalning, till exempel att äta hundmat. Avsnitten sändes av MTV från år 2000 i USA och distribuerades även via internet. Senare gjorde han filmen Super Size Me, där han hävdar att det är ohälsosamt att leva endast på mat från McDonald's. För Super Size Me nominerades Spurlock till en Oscar för bästa dokumentär vid Oscarsgalan 2005. För pjäsen The Phoenix fick han pris i International Fringe Festival i New York 1999.

## Filmografi
- Super Size Me (2004)
- Morgan Spurlocks 30 dagar (2005)
- Where in the World Is Osama Bin Laden? (2008)
- The Greatest Movie Ever Sold (2011)
- This is us (2013)